# والترهیل (تنسی)
والترهیل (به انگلیسی: Walterhill) شهری در ایالت کشور ایالات متحده آمریکا است که جمعیت آن در سرشماری سال ۲۰۱۰ میلادی، ۴۰۱ نفر بوده‌است.